# Nur i el temple del drac
Nur i el temple del drac (en basc Nur eta herensugearen tenplua) és una pel·lícula d'animació basca del 2017 rodada en èuscar i dirigida pel director de cinema guipuscoà Juan Bautista Berasategi Luzuriaga. L'argument és d'Eneko Olasagasti basat en el llibre del mateix nom de Toti Martínez de Lezea. S'ha doblat al català.

## Argument
Nur i els seus pares s'han traslladat a la Xina. Nur hi ha fet nous amics i rebrà una invitació per celebrar l'aniversari d'un d'ells. Van a la festa i tot anirà malament, perquè de sobte el seu amic desapareixerà. A partir d'aquí, Nur emprèn una aventura: per obrir les nou portes del drac, ha de superar diversos obstacles.

## Nominacions
Medalles del Cercle d'Escriptors Cinematogràfics
| Categoria                    | Persona                            | Resultat |
| ---------------------------- | ---------------------------------- | -------- |
| Millor pel·lícula d'animació | Juan Bautista Berasategi Luzuriaga | Nominada |

Premis Goya
| Any  | Categoria                    | Nominat                            | Resultat |
| ---- | ---------------------------- | ---------------------------------- | -------- |
| 2018 | Millor pel·lícula d'animació | Juan Bautista Berasategi Luzuriaga | Nominada |